# Philippe Foerster
Pour les articles homonymes, voir Foerster.
Philippe Foerster, né le 13 août 1954 à Liège, est un auteur de bande dessinée et enseignant belge francophone.

## Biographie
Philippe Foerster naît le 13 août 1954 à Liège. Il effectue ses études à la section bande dessinée de l'Institut Saint-Luc de Bruxelles où il fait la connaissance de Philippe Berthet, Antonio Cossu ou Andreas avec lesquels il collaborera à plusieurs reprises par après. Il publie un récit, dans le cadre de ce cours, dans le recueil Le Neuvième Rêve. Ses premières publications professionnelles ont lieu dans Tintin,.
Grand amateur d'humour et de cinéma noir, c'est logiquement chez Fluide glacial qu'il entre en 1980. Il y publie de nombreux récits en noir et blanc, où se mêlent humour noir et fantastique. Ses courtes histoires en aplat noir rappellent les fameux comics d'horreur publiés par EC Comics (son style emprunte à leurs auteurs Jack Davis ou Wally Wood) mélangés avec la narration et le graphisme Charleroi-Marcinelle dit aussi « gros nez ». Ce mélange d'influences donne aux contes macabres de Foerster un style unique. En 1982, il livre une version personnelle de Pinocchio dans la collection « Atomium 58 » des éditions Magic Strip. Il réalise le court récit Motus qui fait la couverture de l'éphémère publication Ice Crim’s no 3 en 1984. 
En 1987, il fait son entrée dans Spirou, où il lance la série Starbuck publié en trois albums chez Dupuis (1990-1991). La même année, il scénarise L'Œil du chasseur pour Philippe Berthet (publié chez Dupuis en 1988), avec lequel il collaborera encore en 1996 pour Chiens de prairie dans la collection « Conquistador » aux éditions Delcourt.
Dès 1990, il va remplacer Antonio Cossu dans ses fonctions d'enseignant à l'école supérieure des arts plastiques et visuels de Mons où il donne une initiation dans le cadre du cours de dessin de Michel Jamsin et ainsi qu'un cours de bande dessinée à l'Institut des métiers d'art du Hainaut à Jemappes en horaire décalé.
En 1993, il fonde avec d'autres auteurs, notamment Gérard Goffaux et Antonio Cossu, une maison d'édition dénommée Oro Productions, dont le siège est situé à Mons (Belgique), destinée à publier les essais de ses étudiants de l’Académie des beaux-arts de Tournai ainsi que ses propres créations, qui tente le lancement d'un magazine trimestriel de bandes dessinées, Brazil, qui cesse de paraître après deux numéros publiés en 1994,. Pour cette revue, il publie les récits L'Île aux Rhidos et Les Larmes du Cyclope.
En 1995, il scénarise et dessine Styx, publié dans la collection « Signé » aux éditions Le Lombard, une collaboration avec Andreas qui lui donne son cachet par son encrage caractéristique.
Entre 2002 et 2004, Foerster publie les trois albums de la série Silex Files dans la collection « Troisième degré » du Lombard, mettant en scène le tout premier détective privé de l'histoire de l'humanité.
En août 2005 paraît, toujours dans la collection « Troisième degré » du Lombard, le premier album de la série Gueule de bois, ou l'histoire de Pinocchio devenu un balaise adulte en chêne massif. L'année suivante, il écrit le scénario de Monstrueuse Parade pour son épouse Muriel Blondeau publié dans la collection « Un monde » aux éditions Casterman. En 2010, il revient en solo au western avec La Frontière dans la collection « Azimut » aux éditions Quadrants. Cinq ans plus tard, il réalise à nouveau seul Le Confesseur sauvage dans la collection « Mille Feuilles » aux éditions grenobloises Glénat. En 2019, il livre le one shot Un air de gravité pour la même collection.
En 2021 se tient une exposition-hommage intitulée 40 ans de BD avec Philippe Foerster à l'Abbaye du Rouge-Cloître à Bruxelles.
En outre, il contribue à Sous le signe du verso (Audie, 1995), Kramix no 2 (Le Lombard, 2010), Les Collectionneurs (Éditions du Long Bec, 2015), Il était une fois idées noires (Audie, 2017) et à Rencontres obliques (Le Lombard, 2018), Casier[s] no 5 (Éditions Casiers, 2020) et Tintin numéro spécial 77 ans (Éditions Moulinsart-Le Lombard, 2023).
Selon Patrick Gaumer, Philippe Foerster renouvelle la bande dessinée belge par son trait nerveux et caricatural.

## Œuvres publiées

### Bandes dessinées
- Certains l'aiment noir, Audie, coll. « Fluide glacial », Paris, mai 1982
Scénario et dessin : Philippe Foerster - Couleurs : noir et blanc - (ISBN 2-85815-013-2) édité erroné
- Int. 1. Certains l'aiment noir[20], Audie, coll. « Fluide glacial », Paris, 19 février 2014
Scénario et dessin : Philippe Foerster - Couleurs : noir et blanc -  (ISBN 978-2-352-07305-5) — Préface : Manu Larcenet.
- Int. 2. Noir c'est noir[21], Forbidden Zone, Bruxelles, 12 janvier 2016
Scénario et dessin : Philippe Foerster - Couleurs : noir et blanc -  (ISBN 978-2-930379-35-7) — tirage à 550 exemplaires.
- Int. 3. Noir délire, Forbidden Zone, Bruxelles, 1 septembre 2018
Scénario et dessin : Philippe Foerster - Couleurs : noir et blanc -  (ISBN 978-2-930379-36-4) — tirage à 550 exemplaires.

- Pinocchio[22], Magic Strip, coll. « Atomium 58 », 1982,Postface : Thomas Owens. Réédition en 2020 aux Éditions du Tiroir[23],[24] (ISBN 978-2-931027-16-5).
- La Soupe aux cadavres[25], Audie, coll. « Fluide glacial », Paris, septembre 1983
Scénario et dessin : Philippe Foerster - Couleurs : noir et blanc -  (ISBN 2-85815-183-0)
- L'Appel du fossoyeur, Audie, coll. « Fluide glacial », Paris, mars 1984
Scénario et dessin : Philippe Foerster - Couleurs : noir et blanc -  (ISBN 2-85815-068-0)
- Porte-à-porte-malheur ou la vie de Théodule Gouâtremou, Audie, coll. « Fluide glacial », Paris, décembre 1984
Scénario et dessin : Philippe Foerster - Couleurs : noir et blanc -  (ISBN 2-85815-082-6)
- Nuits blanches, Audie, coll. « Fluide glacial », Paris, février 1987
Scénario et dessin : Philippe Foerster - Couleurs : noir et blanc -  (ISBN 2-85815-104-0)
- Instants damnés, Audie, coll. « Fluide glacial », Paris, mars 1988
Scénario et dessin : Philippe Foerster - Couleurs : noir et blanc -  (ISBN 2-85815-115-6)
- L’Œil du chasseur, Dupuis, coll. « Berthet », Marcinelle, mars 1988
Scénario : Philippe Foerster - Dessin : Philippe Berthet - Couleurs : Isabelle Beaumenay-Joannet -  (ISBN 2-8001-1589-0) — réédition Anspach[26], 2021  (ISBN 978-2-931105-02-3).
- Les Rendez-vous de minuit, Audie, coll. « Fluide glacial », Paris, janvier 1989
Scénario et dessin : Philippe Foerster - Couleurs : noir et blanc -  (ISBN 2-85815-121-0)
- Hantons sous la pluie, Audie, coll. « Fluide glacial », Paris, janvier 1990
Scénario et dessin : Philippe Foerster - Couleurs : noir et blanc -  (ISBN 2-85815-131-8)

- La Raison du plus mort, Audie, coll. « Fluide glacial », Paris, février 1994
Scénario et dessin : Philippe Foerster - Couleurs : noir et blanc -  (ISBN 2-85815-182-2)
- Styx (scénario et dessin), avec Andreas (encrage), Le Lombard, coll. « Signé », 1995[27].
- Tous les haricots ont une fin, Audie, coll. « Fluide glacial », Paris, mars 1996
Scénario et dessin : Philippe Foerster - Couleurs : noir et blanc -  (ISBN 2-85815-207-1)
- Chiens de prairie[28], Delcourt, coll. « Conquistador », Paris, novembre 1996
Scénario : Philippe Foerster - Dessin : Philippe Berthet - Couleurs : Dominique David -  (ISBN 2-84055-115-2) — réédition Anspach[29],[30],[31],[32], 2025 avec un dossier de 8 pages écrit par Charles-Louis Detournay (ISBN 9782931105429).
- Vingt mille vieux sous la Terre[33], Audie, coll. « Fluide glacial », Paris, mars 1998
Scénario et dessin : Philippe Foerster - Couleurs : noir et blanc -  (ISBN 2-85815-238-1)

- Monstrueuse Parade[12],[41], Casterman, coll. « Un monde », Bruxelles, janvier 2006
Scénario : Philippe Foerster - Dessin et couleurs : Muriel Blondeau -  (ISBN 2203391278)
- La Frontière[13], Quadrants, coll. « Azimut », Bruxelles, octobre 2010
Scénario et dessin : Philippe Foerster - Couleurs : Samsa -  (ISBN 9782302013070)
- Le Confesseur sauvage[14],[42],[43], Glénat, coll. « Mille Feuilles », Grenoble, mars 2015
Scénario, dessin et couleurs : Philippe Foerster -  (ISBN 9782723497893)
- Un air de gravité[15], Glénat, coll. « Mille Feuilles », Grenoble, 28 août 2019
Scénario et dessin : Philippe Foerster - Couleurs : noir et blanc -  (ISBN 9782344018699)

### Collectifs
- 1. Sous le signe du verso, Audie, coll. « Fluide glacial », Paris, 1995
Scénario : collectif - Dessin : collectif dont Philippe Foerster -  (ISBN 2-85815-201-2)
- Le Canard de l'angoisse ![44], Audie, coll. « Fluide glacial », Paris, juin 2001
Scénario : collectif - Dessin : collectif dont Philippe Foerster - Couleurs : quadrichromie -  (ISBN 2-85815-299-3)
- Les Collectionneurs[45],[46] (scénario), avec un collectif de dessinateurs, Éditions du Long Bec, coll. « HumoristiK », 2015, 11 scénarios pour des dessinateurs différents dont Frank Margerin, la couverture est signée Jean Solé.
- Rencontres obliques[47], Le Lombard, octobre 2018 (ISBN 9782803672363)
- 5. Casier[s] 5 Spécial Paris-Brest, Éditions Casiers, Le Relecq-Kerhuon, août 2020
Scénario : collectif - Dessin : collectif dont Philippe Foerster -  (ISBN 978-2-9561762-6-8)
- Numéro spécial 77 ans - L'hommage des auteurs et autrices d'aujourd'hui aux personnages mythiques du journal Tintin[19], Éditions Moulinsart-Le Lombard, Bruxelles, 8 septembre 2023
Scénario : collectif - Dessin : collectif dont Philippe Foerster -  (ISBN 2-85815-201-2)Participation : reprise de Clifton.

### Littérature jeunesse
- Petit Pic-Pic, avec Sophie (dessin), Paris, L'École des loisirs coll. « Pastel », 1996  (ISBN 2211040055).

### Revues
- Participation à Kramix no 2 de mars-avril 2010 des éditions Le Lombard : Les Cousins Poe[48],[49],[17], (5 planches), scénario : Philippe Foerster, dessin : Yomgui Dumont.
- Participation à dBD Hors-série Spécial Moebius, no 9, Boulogne-Billancourt, avril 2012.
- Participation à Casemate Hors-série Spécial Charlie Hebdo, Paris, janvier 2015[50].
- Participation à El Batia Moûrt Soû, no 71, Ville-sur-Haine, avril 2015[51].
- Participation à Spirou. Spécial Halloween, no 4307, Marcinelle, Dupuis, 2020.
- Participation à L'Aventure, Spécial Natacha, no 5, Braine-l'Alleud, éditions du Tiroir, 2020[52].
- Participation à L'Aventure, Spécial Maurice Tillieux, Braine-l'Alleud, éditions du Tiroir, 2021[53].

## Adaptations au cinéma
- Matthieu Frison, Le Monde merveilleux de Durieux, Silencio productions, 2010. Une adaptation de Durieux et les robots, un récit en 6 planches, paru dans Fluide Glacial no 70, 1982[54].
- Thierry Gracia, Une vie de chien, Hippocampe Productions, 2015. Une adaptation de Chambre 208, un récit en 7 planches paru dans Fluide Glacial no 68, 1982 .
- Sacha Feiner, Dernière porte au Sud[55], Take Five / Arte France, 2016. Ce film a remporté de nombreux prix dont le Magritte du meilleur court métrage d'animation.  Une adaptation de Dernière porte au Sud, un récit en 6 planches paru dans Fluide Glacial no 51, 1980.
- Thomas Villepoux, Jailbirds, Digital Rise, 2021. Court-métrage en 3 parties (en cours), réalisé en réalité virtuelle 3D, Pays : Belgique, États-Unis, France. Une adaptation de Paulot s’évade, un récit en 6 planches paru dans Fluide Glacial no 141, 1988.
- Henri Moore Selder, The Musical Spider, Malade Aktiebolag, 2024. Une adaptation de L'Araignée Mélomane, un récit en 7 planches paru dans Fluide Glacial no 83, 1983. Ce film a remporté le Méliès d’argent, meilleur court métrage européen, lors du BIFFF 2025[56].

### Para-BD
À l'occasion, Philippe Foerster réalise des portfolios, marque-pages et diverses affiches pour des festivals de bande dessinée.

### Expositions
- 2019 : Les Bêtes noires de Philippe Foerster[58], Galerie du château de Madame de Graffigny, Villers-lès Nancy du 10 au 20 mai 2019 ;
- 2021 : 
  - Exposition-hommage : 40 ans de BD avec Philippe Foerster au Rouge-Cloître, Bruxelles[16].
  - Noir c'est noir[59], Halle aux grains de Blois, dans le cadre de bd BOUM, commissariat « Sur La pointe du Pinceau », du 19 au 21 novembre 2021.

### Collections publiques
2 œuvres de cet artiste sont conservées au Centre belge de la bande dessinée et font partie du patrimoine mobilier de la région Bruxelles-Capitale.

## Prix et récompenses
- 1988 :  Grand Prix, pour l'album L’Œil du chasseur, scénario Philippe Foerster, dessin Philippe Berthet, paru aux Éditions Dupuis, décerné lors du 10e Festival de Hyères ;
- 1990 :  prix Avenir, pour l'album  Le Cimetière des baleines de la série Starbuck paru aux Éditions Dupuis, décerné par la Chambre belge des experts en bande dessinée[61] ;
- 1995 :
  -  Lauréat de la Bourse du meilleur auteur de littérature en catégorie BD, pour le scénario de Styx, paru aux Éditions du Lombard, décerné par le Centre National du Livre, Paris ;
  -  Nommé pour le Prix du Meilleur scénario, avec Styx, paru aux Éditions du Lombard, lors du 22e Festival international de la bande dessinée d'Angoulême ;
- 2006 :  Grand Prix, pour l’album Monstrueuse Parade, dessin Muriel Blondeau - scénario Philippe Foerster, décerné lors du 1er Festival des Arts Graphiques et de la Bande Dessinée, Roubaix[62] ;
- 2019 :  Trophée VillersBD , pour l’ensemble de l’œuvre, décerné lors du 7e Festival VillersBD, Villers-lès-Nancy, France ;
- 2021 :  Grand prix de la Grande Ourse[62],[63], pour l’ensemble de l’œuvre, décerné lors de la 17e Fête de la BD et du livre pour enfants à Andenne.

#### Livres
: document utilisé comme source pour la rédaction de cet article.
- Henri Filippini, Dictionnaire de la bande dessinée, Paris, Bordas, 1989, 731 p., ill. ; 27 cm (ISBN 2-04-018455-4, OCLC 1244909550, BNF 35065653, présentation en ligne), p. 498, 499, 619.
- Jean-Louis Lechat, Un demi-siècle d’aventures t. 2 : 1970 - 1996, Bruxelles, Le Lombard, 5 décembre 1996, 224 p., ill. ; 31 cm (ISBN 280361233X, OCLC 37995939, BNF 37539082, présentation en ligne), p. 125. .
- Jacques Fiérain, Foerster, Philippe, dans La B.D. en Hainaut, IP Éditions, Jumet, 2001  (ISBN 2-930336-07-2), p. 80-81.
- Jacques Fiérain, « Foerster, Philippe », dans La BD dans la province du Hainaut, Charleroi, Éd. l'Âge d'or, septembre 2006, 96 p., ill. ; 31 cm (ISBN 9782960046458 et 2960046455, OCLC 469651838, présentation en ligne), p. 21. .
- Patrick Gaumer, « Foerster, Philippe », dans Dictionnaire mondial de la BD, Paris, Larousse, 2010, 953 p., ill. ; 27 cm (ISBN 978-2-0358-4331-9 et 2-0358-4331-6, OCLC 920924930, présentation en ligne), p. 326. .
- Philippe Mellot, Michel Denni, Laurent Turpin et Isabelle Morzadec, Trésors de la bande dessinée : BDM 2021-2022 - Catalogue encyclopédique et Argus, Paris, Les Arènes, novembre 2020, 22e éd., 1700 p., ill. ; 23 cm (ISBN 9791037502582, OCLC 1240308146, présentation en ligne), p. 63, 170, 245, 279, 328, 511, 764, 798, 806, 811, 883, 892, 944, 1030, 1047, 1070, 1080, 1222, 1248, 1284, 1290, 1292. .

#### Articles scientifiques et analyses
- Fabienne Dorey et Isabelle Roussel-Gillet, "L'ange freak de Muriel Blondeau et Philippe Foerster", dans Cahiers Robinson, no 26, Presses de l'Université d'Artois, Arras, novembre 2009, p. 135-145. (HAL 03326461 )
- Boris Henry, "Une influence qui dépasse le cinéma", dans "Freaks . Tod Browning", Cahiers du cinema, CNC, Paris, 2016 , p.19. (LAAC). (BNF 45118191)
- Isabelle Moreels et José Julio García Arranz, « Stéréotypes préhistoriques transcontextualisés dans les albums de Silex Files », dans Julio A. Gracia Lana, Ana Asión Suñer et Laura Ruiz Cantera (coord.), Dibujando historias. El cómic más allá de la imagen, Prensas de la Universidad de Zaragoza (España), 2021, p. 225-234.  (ISBN 978-84-1340-264-2 et 978-84-1340-263-5)
- Isabelle Moreels et José Julio García Arranz, Les influences du film noir américain sur les bandes dessinées pseudo-préhistoriques de Philippe Foerster, dans  Sophie Aubin (coord) La bande dessinée francophone au fil pluridisciplinaire, Synergies Espagne, no 14, Sylvains-les-Moulins, Gerflint, 2021, p. 59-75.

#### Entretiens
- Philippe Foerster (int. par Jean-Philippe Renoux et Christine Henry), « On ne s'improvise pas plus écrivain que dessinateur », P.L.G.P.P.U.R, no 12,‎ hiver 1983, p. 10-11.
- Philippe Foerster (int. par Pierre Polomé), « L'enfer selon Foerster », Rêve-en-Bulles, A.D.A.C.B.D., no 12,‎ janvier 1996, p. 18-21 (lire en ligne, consulté le 13 juillet 2023).
- Philippe Foerster (interviewé par Didier Pasamonik), « Interviews : Philippe Foerster : « Tout ce qui est fantastique éclaire le réel » », ActuaBD,‎ 29 octobre 2005 (lire en ligne, consulté le 29 décembre 2024).
- Philippe Foerster (interviewé par Anaïs Staelens), « [BIFFF 2023] Interview avec Philippe Foerster, auteur de la 41e affiche du BIFFF », Le Suricate,‎ 23 avril 2023 (lire en ligne, consulté le 30 décembre 2024).

### Podcasts
- Émission numéro 67 Philippe Foerster - Michel Pierret émission Eclectrique présentée par Romain Pierre Giergen, sur 48FM via Mixcloud, 2017, (1 h 49 min 1 s).

### Vidéographie
- Texte - images sur Sonuma, Hergé, François Schuiten, Benoît Peeters, Claude Renard, Alain Goffin, Antonio Cossu, Philippe Foerster, Gérard Goffaux, Éric Poelaert, Louis Joos, Blaise Dehon, Thierry Van Hasselt, Didier Platteau, Pierre Pourbaix, Nicolas Vadot, Denis et Olivier Deprez (Intervenants), En toutes lettres - Texte - images, film de Guy Lejeune (scénario) et Miguel Rivière (interviews), diffusé sur la RTBF le 12 novembre 1994 (54 min 6 s).